# Pronova BioPharma
Pronova BioParma er en norsk virksomhed der fremstiller af lægemidler til at forebygge hjertekar-sygdomme baseret på Omega 3-fedtsyrer.
Stofferne til lægemidlerne er fiskeolie, som udvindes af sardiner og ansjoser, der fanges i Stillehavet ved Sydamerika og ved Atlanterhavet i det sydlige Europa. 
Virksomheden forventer at opstarte en ny fabrik i Kalundborg Havn i løbet af 2009. Fabrikken forventes at koste i alt 1,5 mia. kr. og vil skabe over 100 nye arbejdspladser i området.
Pronova BioPharma blev opkøbt af BASF i en handel, der blev afsluttet i 2013. BASF, en tysk kemigigant, annoncerede deres planer om at købe det norske selskab Pronova BioPharma for 844 millioner dollars.